# الأردن في بطولة العالم لألعاب القوى لعام 2013
الأردن في بطولة العالم لألعاب القوى لعام 2013
تنافس الأردن في بطولة العالم 2013 في ألعاب القوى في روسيا في موسكو ، في الفترة من 10 إلى 18 أغسطس 2013. وتم الإعلان عن فريق يتكون من رياضي واحد لتمثيل البلاد في هذا الحدث.
ولكن لم يحصل على أي ميدالية.
وشارك الأردن في بطولة العالم لألعاب القوى في السنوات الآتية:
- 1983
- 1987
- 1991
- 1993
- 1995
- 1997
- 1999
- 2001
- 2003
- 2005
- 2007
- 2009
- 2011
- 2013
- 2015
- 2017
- 2019